# Okiseius wongi
Okiseius wongi är en spindeldjursart som beskrevs av Denmark och Kolodochka 1996. Okiseius wongi ingår i släktet Okiseius och familjen Phytoseiidae. Inga underarter finns listade i Catalogue of Life.